# 이봉학
이봉학은 대한민국의 기업인이자 반달소프트, 트윈스타팜의 대표이다.

## 생애
1992년 대전광역시에서 태어났다. 대전대신고등학교를 졸업하였는데, 고등학교 재학 중 발명에 관심이 많아 다양한 종류의 제품을 발명 및 특허 출원을 하였다. 이러한 경험을 바탕으로 건국대학교 컴퓨터공학부에 합격, 2011년 입학하였다.
대학교 입학 후에도 발명 활동과 창업 활동, 대외 활동을 계속하였다. 2016년 커피의 열을 이용하여 휴대폰 배터리를 충전할 수 있는 컵홀더 '홀더 배터리(Holder Battery)'로 K-design Award에서 수상(Winner)을 하였다.
2017년 거스름돈을 시민단체나 비정부기구(NGO)에 기부하는 기부 자판기를 디자인하여 대한민국 창의발명대전에서 금상 및 특별상을 수상하였다.
같은 해에 곤충 스마트팜을 개발하는 IT 스타트업, 반달소프트를 창업하였다. 아프리카 봉사활동 중 어린 아이들이 굶주림으로 죽는 모습을 많이 봤는데,
귀뚜라미, 동애등에, 밀웜 등 식용곤충이 이런 문제들을 해결할 수 있다고 생각하여, 지금의 반달소프트를 창업하게 되었다고 한다.
2018년 대학교 졸업 후에도 기업인으로서의 창업 활동을 꾸준히 이어나갔다. 10월 경제부총리 스타트업 라운드테이블에 청년 대표로 참석하였다.
2019년 6월 건국대학교가 개최한 KU 지역창업 경진대회에서 우수상을 수상하였다. 7월에 베트남 곤충 업체와 MOU를 체결하였다.
2020년 8월 18일 반달소프트가 법인으로 전환되었으며, 9월 소풍벤처스에서 첫 투자 유치를 하였다. 12월 KDU 창업경진대회에서 최우수상을 수상하였다.
2021년 4월 곤충 사육 관련 특허를 4건 등록하였다. 8월 세계발명혁신대전에서 금상을 수상하였고, 9월 한-인도 SDGs 해커톤에서 최우수상을 수상하였다.
10월 부산 농식품IR피칭대회에서 최우수상을 수상하며 3개월 동안 창업 관련 대회에서 3관왕을 달성하였다.
2022년 곤충 스마트팜 납품, 싱가포르 출장 등 다양한 활동을 하였다.
9월 틱택코리아와 MOU를 체결하였다.
12월 아이디어 해커톤 경진대회에서 최우수상을 수상하였다.